# Aravankad
Aravankad é uma vila no distrito de The Nilgiris , no estado indiano de Tamil Nadu.

## Demografia
Segundo o censo de 2001,  Aravankad  tinha uma população de 5304 habitantes. Os indivíduos do sexo masculino constituem 53% da população e os do sexo feminino 47%. Aravankad tem uma taxa de literacia de 87%, superior à média nacional de 59.5%; com 56% para o sexo masculino e 44% para o sexo feminino. 7% da população está abaixo dos 6 anos de idade.